# 하치오지 슈퍼 강도 살인 사건

사건이 일어난 도쿄도 하치오지시

하치오지 슈퍼 강도 살인 사건(일본어: 八王子スーパー強盗殺人事件)은 1995년 7월 30일 일본에서 일어난 의문의 강도살인 사건이다. 도쿄도 하치오지시의 슈퍼마켓에서 3명이 살해되었다. 일본에서는 보기 드문 총기 사건인데, 26년이 지난 현재까지도 범인을 잡지 못한 채로 수사 중이다.